# Mieczysław Kociubiński
Mieczysław Józef Kociubiński (ur. 7 czerwca 1910 w Jarosławiu, zm. 21 marca 1996 w Przemyślu) – kapłan diecezji przemyskiej, rektor kościoła św. Ducha w Jarosławiu i dyrektor Archiwum Przemyskiego w Przemyślu.

## Życiorys
Urodził się jako syn Wincenta i Antoniny z domu Antoniewicz. W 1930 roku zdał egzamin maturalny, następnie odbył w latach 1930–1935 studia filozoficzne w Wyższym Seminarium Duchownym w Przemyślu. 23 czerwca 1935 roku przyjął święcenia kapłańskie w katedrze przemyskiej. 
W latach 1935–1938 był wikariuszem w Nowym Żmigrodzie, w latach 1938–1940 był wikariuszem w Harcie, a w latach 1940–1941 był wikariuszem w Dubiecku. Od czerwca do lipca 1941 roku był administratorem w Izdebkach, a następnie w latach 1941–1943 był wikariuszem w Jaśle. W latach 1943–1944 był administratorem w Nowosielcach Kozickich. Od 2 września 1944 do 25 sierpnia 1947 pełnił funkcję wikariusza w Rzeszowie, a potem od 26 sierpnia 1947 do 1 sierpnia 1951 w Krośnie. Od 2 września 1951 do 23 lipca 1957 pracował jako katecheta w Brzozowie. Od 24 lipca 1957 związany był z Jarosławiem, jako wikariusz i katecheta w szkole podstawowej nr. 3 i liceum Sztuk Plastycznych. 1 kwietnia 1966 objął funkcję rektora kościoła pw. Świętego  Ducha w Jarosławiu. 
1 września 1976 roku został dyrektorem Archiwum Diecezji Przemyskiej. Funkcję tę sprawował do 1 września 1991 roku gdy przeszedł na emeryturę. W 1967 roku otrzymał tytuł kanonika, 10 września 1971 roku obdarzony przywilejem noszenia rokiety i mantoletuu, 14 października 1977 roku został honorowym kanonikiem kapituły katedralnej w Przemyślu. Zmarł w szpitalu w Przemyślu. Pochowany został na Starym Cmentarzu w Jarosławiu.